# Félix Figueroa Goytizolo
Félix Alfredo Figueroa Goytizolo (Lima, Perú, 4 de noviembre de 1931[cita requerida] - 8 de diciembre de 2012) fue un cirujano y compositor peruano.

## Biografía
Figueroa realizó sus primeros estudios en el colegio Sepúlveda de San Vicente de Cañete. Al regresar a Lima, terminó sus estudios escolares secundarios en el Colegio Pedro A. Labarthe de La Victoria. Luego ingresó a la Facultad de Medicina de la Universidad Nacional Mayor de San Marcos donde se graduó como cirujano.
Paralelamente a su profesión como médico, dada su afición por la música criolla, compuso canciones de este género musical peruano, teniendo varias composiciones grabadas y con mucho éxito. En 1968, su bolero «Cárcel de Amor», interpretado por Linda Lorenz, lo consagró en el gusto popular. Sin embargo, al año siguiente, Figueroa se volvió famoso entre los peruanos gracias a la polca «¡Perú campeón!», interpretada por Los Ases del Perú, dúo conformado por Oswaldo Campos y Eddy Martínez. Este tema fue compuesto en honor a la selección de fútbol del Perú, que disputaba la clasificación al Mundial de México de 1970, el cual, al lograr su objetivo, fue luego llevado como un himno que actualmente se sigue cantando.
Víctima de la enfermedad de Alzheimer, falleció en Lima el 8 de diciembre de 2012, siendo sus restos velados en la Iglesia del Sagrado Corazón de Jesús de Surco y sepultados en el Cementerio Campo Fe de Huachipa.